# Musée des vallées cévenoles
Le musée des vallées cévenoles appelé aussi Maison Rouge - Musée des vallées cévenoles, est un musée situé à Saint-Jean-du-Gard, dans le département du Gard et l'Occitanie. Il présente de très nombreux objets consacrés à la vie traditionnelle, sociale et économique en Cévennes. 

## Historique
La filature de la soie est une activité traditionnelle de Saint-Jean-du-Gard, en 1856, 23 filatures sont en activité. C'est aussi largement une activité féminine : sur une population de 4 450 habitants cette même année, 1 090 femmes travaillent la soie, pour 150 hommes. La plantation de mûriers, dont les feuilles nourrissent les vers à soie, fait partie des activités agricoles de la région : à la fin du XVIIIe siècle, environ 400 000 mûriers ont été plantés dans les Cévennes. La production alimente les entreprises de tissage de la soie lyonnaises.
L'ancienne filature de Maison Rouge a été la première filature industrielle de la soie en France. Au milieu du XIXe siècle, 150 femmes y travaillaient. Elle est la dernière à avoir fermé, en 1965. La filature a été inscrite au titre des monuments historiques en 2003.
Maison Rouge - Musée des vallées cévenoles a ouvert ses portes dans la fabrique Maison Rouge le 29 mars 2018.  L'inauguration officielle a eu lieu en septembre 2017, à l'occasion des Journées du patrimoine. À partir de cette date il est géré par la communauté d'agglomération Alès Agglomération. Il fait suite au musée des vallées cévenoles, nom de l'ancien musée situé dans un relais d'affenage jusqu'en 2012. 

## Collections
10 000 objets collectés par Daniel Travier sont présentés dans une muséographie contemporaine. Le parcours aborde la vie quotidienne, l'agriculture, l'élevage, l'artisanat et l'industrie locale dans des espaces construits, un immense rectangle de pierres posé qui dialogue avec le bâtiment rénové de Maison Rouge, ancienne filature de soie. Des expositions temporaires proposent de poursuivre le parcours en le connectant avec la période actuelle : le design avec Pierre Paulin, l'animalité avec l'exposition Sauvages ? ou l'artisanat d'art avec Marie Leclère.